# Леслі Джозеф (тенісист)
Леслі Джозеф (англ. Lesley Joseph; нар. 14 вересня 1981) — колишній американський тенісист.
Найвищу одиночну позицію світового рейтингу — 243 місце досяг 27 лютого 2006, парну — 257 місце — 31 липня 2006 року.

## Титули на челленджерах

### Парний розряд: (2)
| Ранг | Дата         | Турнір                  | Покриття | Партнер          | Суперники                               | Рахунок     |
| ---- | ------------ | ----------------------- | -------- | ---------------- | --------------------------------------- | ----------- |
| 1.   | серпень 2005 | Белу-Оризонті, Бразилія | Тверде   | Алекс Влашкі     | Хуан Мартін дель Потро Максімо Гонсалес | 7–6(8), 6–4 |
| 2.   | лютий 2006   | Джоплін, США            | Тверде   | Анрі Аджей-Дарко | Бенжамін Бекер Зімон Гройль             | 6–3, 7–6(3) |